# Morgan Guilavogui
Morgan Guilavogui (Tolón, 10 de marzo de 1998) es un futbolista francés, nacionalizado guineano, que juega en la demarcación de centrocampista para el R. C. Lens de la Ligue 1.

## Selección nacional
Hizo su debut con la selección de fútbol de Guinea en un partido de clasificación para la Copa Mundial de Fútbol de 2022 contra Guinea-Bisáu que finalizó con un resultado de empate a cero.

## Clubes
| Club            | País     | Año       | Partidos | Goles |
| --------------- | -------- | --------- | -------- | ----- |
| S. C. Toulon II | Francia  | 2016-2017 | 8        | 5     |
| S. C. Toulon    | Francia  | 2017-2020 | 60       | 14    |
| Paris F. C.     | Francia  | 2020-2023 | 87       | 32    |
| R. C. Lens      | Francia  | 2023-2024 | 28       | 2     |
| F. C. St. Pauli | Alemania | 2024-2025 | 27       | 7     |
| R. C. Lens      | Francia  | 2025-     |          |       |